# Paeonia 'Zi Lian Wang Yue'
Paeonia lactiflora 'Zi Lian Wang Yue' (кит. трад. 紫蓮望月, упр. 紫莲望月, пиньинь zǐ lián wàng yuè) — созданный в Китае сорт пиона молочноцветкового (Paeonia lactiflora).

## Биологическое описание
Многолетнее травянистое растение.
Высота около 90 см.
Цветки анемоновидные, тёмно-пурпурно-красные, 14×11 см.

## В культуре
Цветение в июне-июле.
Условия культивирования см: Пион молочноцветковый.